# كالينداسكو
كالينداسكو (بالإيطالية: Calendasco)‏ هي بلدية في مقاطعة بياتشنزا في إقليم إميليا رومانيا الإيطالي.

## السكان
في سنة 1861 بلغ عدد السكان 3٬130 نسمة، وتطور العدد ليصل في سنة 2011 لـ 2٬448 نسمة.
يظهر هذا المخطط البياني تطور النمو السكاني لـ كالينداسكو